# Sčítání lidu, domů a bytů 1970 v Československu
Sčítání lidu, domů a bytů 1970 v Československu bylo celostátní sčítání lidu na území Československa.
Sčítání lidu 1970 se uskutečnilo k 1. prosinci 1970. Se sčítáním lidu 1970 bylo spojeno 2 % výběrové šetření u domácností - Mikrocensus, jehož základním cílem bylo zjišťování diferenciace v příjmové úrovni různých skupin domácností a postižení některých dalších stránek jejich životní úrovně.
Po metodické stránce se sčítání připravovalo a uskutečnilo, stejně jako jiná sčítání, podle mezinárodních doporučení Evropské hospodářské komise a Konference evropských statistiků a podle doporučení Stálé komise RVHP pro statistiku, jež určovalo minimální rozsah zjišťování a zpracování.
I když základem a východiskem zůstalo kvalitativně pojetí sčítání z roku 1961, sčítání lidu 1970 přineslo některé nové aspekty a přístupy, zejména pak v oblasti zpracovatelské.
Do sčítání bylo nově zařazeno rodné číslo, státní příslušnost a v rámci zjišťování dojížďky do zaměstnání, škol a učení její frekvence, vzdálenost, doba a používaný dopravní prostředek. Důležité bylo sledování chtěného nebo nechtěného soužití cenzových domácností v jednom bytě a dále vybavení domácností některými předměty dlouhodobého užívání. Rovněž poprvé se výsledky sčítání zpracovávaly i za tzv. základní sídelní jednotky, tj. sídelní lokality ve venkovském osídlení a urbanistické obvody ve vybraných městech.

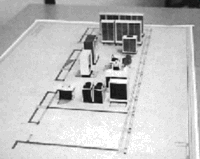
Sálový počítač CDC 3200

K významné změně došlo v technice a technologii zpracování, které od děrnoštítkové techniky přešlo k centrálnímu zpracování dat na velkokapacitním sálovém počítači CDC 3300 (tehdy největším v ČSSR), kterému předcházelo decentralizované pořízení dat v krajích. Automatizované zpracování dat umožnilo daleko větší možnost třídění, kombinaci dat a dále tak zvýšilo jejich informační hodnotu a využitelnost i široké publikování výsledků.
Z široké plejády publikací a analýz je třeba připomenout publikaci nazvanou Vývoj společnosti ČSSR v číslech - podle výsledků sčítání lidu, domů a bytů 1970, kterou v roce 1975 vydal Federální statistický úřad v celkovém nákladu 4 tisíce výtisků. Obdobné publikace vydaly i národní statistické úřady. Následně byl vydán Statistický lexikon obcí ČSSR 1974.
Zcela mimořádným a nesmírně cenným je pak Retrospektivní lexikon obcí Československé socialistické republiky 1850 - 1970, vydaný Federálním statistickým úřadem v roce 1978. Je výsledkem mnohaleté práce statistické, badatelské a archivářské. Na jeho zpracování se podílely nejen statistické úřady, ale i nejrůznější další instituce např. ČSAV, SAV a mnohé jiné. Tento lexikon zahrnuje údaje o vývoji a rozmístění obyvatelstva, o počtu domů podle obcí a jejich částí od roku 1850 do sčítání v roce 1970. Jde o jedinečné dílo, dokládající i význam a důležitost sčítání pro charakteristiku zejména sídelních i sociálně ekonomických změn v naší zemi. Po téměř třiceti letech na tuto velkou historickou a statistickou práci navázal Historický lexikon obcí České republiky 1869 - 2005, vydaný Českým statistickým úřadem v roce 2006.